# السفارة السعودية في دمشق
السفارة السعودية في دمشق هي بعثة دبلوماسية تمثل المملكة العربية السعودية، في سوريا.

## التاريخ
أعيد افتتاح السفارة في سبتمبر 2024 بعد إغلاقها في عام 2012 حين بداية الحرب الأهلية السورية.

## طالع أيضًا
- السفارة السورية في الرياض